# Birgitta Johansson (orienterare)
Alice Birgitta Iréne Johansson, född Nilsson den 4 juli 1943 i Ljungby, är en svensk orienterare som blev svensk mästarinna i nattorientering 1971 och 1975 samt på långdistans 1972 och 1975. Hon har även tagit ett VM-silver, två NM-silver och två NM-brons.  Hon tävlade för Kristinehamns OK.